# ФК „Ендже“
ФК „Ендже“ е български футболен отбор от село Царев брод. Кръстен е на името на селото, което то е носело до 1934 г. Състезава се във Североизточната В група. През сезон 2009-2010 играе само през есенния сезон и от началото на 2010 г. прекратява участието си в Североизточната В група. Цветовете на отбора са тъмножълто и черно. Известни футболисти Марин Николов (Беко) вкарал голове на Лудогорец Разград и много други.